# Stawki (Warszawa)
Stawki lub Osiedle Stawki – osiedle w dzielnicy Śródmieście w Warszawie.

## Położenie i charakterystyka
Osiedle Stawki znajduje się w śródmieściu stolicy, na północy obszaru Miejskiego Systemu Informacji Muranów. Jest położone między ulicami: Dziką, Zygmunta Słomińskiego i Inflancką. Zwyczajowo nazywane „Manhattanem”. Powstało w miejscu rozebranych w 1974 roku magazynów znajdujących się przy bocznicach kolejowych przy ulicy Stawki 4. Jego powierzchnia wynosi 5,47 hektarów.
Zespół mieszkaniowy składa się z trzech budynków o 11 i 13 kondygnacjach mieszczących się pod adresami: ul. Dzika 6, ul. Inflancka 15 i ul. Inflancka 19. Wybudowano je w technologii ramy H w układzie podłużnym w latach 1974–1978 według projektu Zofii Hamanowej i Zbigniewa Panka. Zabudowę uzupełnia pawilon handlowo-usługowy i budynek administracyjny. Całość zaplanowano na 1000 mieszkań dla ok. 3500 mieszkańców (według innego źródła ok. 2500 mieszkańców). Pomiędzy budynkami mieszkalnymi zaplanowano dziedziniec-ogród ze strefą wypoczynku i placem zabaw dla dzieci, a wokół osiedla miejsca parkingowe. Elementem charakterystycznym architektury są podpory pod balkony o wysokości całych budynków. W Warszawie podobne podpory mają także budynki na osiedlach Służew nad Dolinką i Wrzeciono.
W 1980 roku osiedle otrzymało wyróżnienie w konkursie „Mister Warszawy” organizowanym przez dziennik Życie Warszawy za 1979 rok w kategorii budownictwa mieszkaniowego.
Osiedlem zarządza Spółdzielnia Mieszkaniowa „Stawki” utworzona w 1990 roku poprzez wydzielenie ze Śródmiejskiej Spółdzielni Mieszkaniowej. W kolejnych latach wybudowano na terenach należących do spółdzielni budynki wielorodzinne: przy ul. Dzikiej 4a w 2004 roku, a następnie przy ul. Inflanckiej 11 w 2014.

## Znani mieszkańcy
Mieszkańcami osiedla byli lub są m.in.: Anna Ciepielewska, Maria Fołtyn, Stanisław Niwiński, Wiesław Gołas, Maja Komorowska i Bohdan Tomaszewski.

## W kulturze masowej
Osiedle pojawiło się w trzech filmach w reżyserii Krzysztofa Kieślowskiego z cyklu Dekalog: I, IV i VI. Pawilon handlowo-usługowy „zagrał“ w filmie Kogel-mogel (1988) w reżyserii Romana Załuskiego.

## Galeria
| - Budynek przy ul. Dzikiej 6 w 1977 roku - Budynek przy ul. Dzikiej 6 w 2021 roku - Budynek przy ul. Inflanckiej 15 w 2021 roku - Pawilon handlowo-usługowy przy ul. Dzikiej 4 w 2022 roku |